# Coupe de la Ligue écossaise de football 1957-1958
Navigation
1956-1957 1958-1959
La Coupe de la Ligue écossaise de football 1957-1958 est la 12e édition de la compétition. Elle est remportée par le club du Celtic, qui bat les Rangers 7-1 en finale.

## Quarts de finale
| Équipe 1            | Résultat | Équipe 2     | Aller | Retour |
| ------------------- | -------- | ------------ | ----- | ------ |
| Aberdeen            | 3 - 6    | Clyde        | 1 - 2 | 2 - 4  |
| Celtic              | 9 - 1    | Third Lanark | 6 - 1 | 3 - 0  |
| Hamilton Academical | 2 - 5    | Brechin City | 2 - 4 | 0 - 1  |
| Kilmarnock FC       | 3 - 4    | Rangers      | 2 - 1 | 1 - 3  |

## Demi-finales
| Équipe 1 | Résultat | Équipe 2     |
| -------- | -------- | ------------ |
| Celtic   | 4 - 2    | Clyde        |
| Rangers  | 4 - 0    | Brechin City |

## Finale
| 19 octobre 1957 | Celtic                                                                   | 7 - 1   | Rangers     | Hampden Park                                 |                                              |
| 14 h 45         | Wilson 22e · Mochan 44e, 75e · McPhail 53e, 67e, 80e · Fernie 90e (pen.) | (2 - 0) | 58e Simpson | Spectateurs : 82 293 Arbitrage : J.A. Mowatt | Spectateurs : 82 293 Arbitrage : J.A. Mowatt |

| Celtic | Rangers |

|              | Gardien de but | Dick Beattie   |  |  |  |
|              | D              | John Donnelly  |  |  |  |
|              | D              | Sean Fallon    |  |  |  |
|              | M              | Willie Fernie  |  |  |  |
|              | M              | Bobby Evans    |  |  |  |
|              | M              | Bertie Peacock |  |  |  |
|              | A              | Charlie Tully  |  |  |  |
|              | A              | Bobby Collins  |  |  |  |
|              | A              | Billy McPhail  |  |  |  |
|              | A              | Sammy Wilson   |  |  |  |
|              | A              | Neil Mochan    |  |  |  |
| Entraîneur : |                |                |  |  |  |
|              | Jimmy McGrory  |                |  |  |  |

|              | Gardien de but | George Niven     |  |  |  |
|              | D              | Bobby Shearer    |  |  |  |
|              | D              | Eric Caldow      |  |  |  |
|              | M              | Ian McColl       |  |  |  |
|              | M              | Johnny Valentine |  |  |  |
|              | M              | Harold Davis     |  |  |  |
|              | A              | Alex Scott       |  |  |  |
|              | A              | Billy Simpson    |  |  |  |
|              | A              | Max Murray       |  |  |  |
|              | A              | Sammy Baird      |  |  |  |
|              | A              | Johnny Hubbard   |  |  |  |
| Entraîneur : |                |                  |  |  |  |
|              | Scot Symon     |                  |  |  |  |